# Yahoo! Finance
Yahoo! Finance es un servicio de Yahoo! que proporciona información financiera y comentarios con un enfoque en los mercados de los Estados Unidos. A febrero de 2010 contaba con más de 23 millones de visitantes, según comScore.
Yahoo! Finance ofrece información financiera, incluyendo  cotizaciones de bolsa, índices bursátiles, comunicados de prensa corporativos y financieros, y  Foros de discusión para discutir las perspectivas de empresas y la valoración de las mismas. También ofrece algunas herramientas para el manejo organizado de finanzas personales. Yahoo! Finanzas Worldwide ofrece portales similares localizados en una variedad de países  en América del Sur, Europa y Asia.

## Historia del desarrollo
En la introducción a una entrevista de 2009 con la publicación Forbes.com, el ex director general Nathan Richardson dijo haber construido "ingresos anuales de 10 millones de dólares a 110 millones y haber ampliado los socios de contenido del sitio de 10 a 200. En 2005 Institutional Investor clasificó a Richardson como la persona más influyente en las finanzas en línea. "En la entrevista, Richardson  describe el proceso de construcción de los módulos de información financiera y la creación de un foro para mantener a los visitantes en el sitio web). (Richardson se encuentra ahora en Paidcontent.org, parte del Guardian Media Group.)